# Tatort: Verborgen
Verborgen ist ein Fernsehfilm aus der Krimireihe Tatort. Der vom NDR produzierte Beitrag ist die 1233. Tatort-Episode und wurde am 16. April 2023 im SRF, im ORF und im Ersten ausgestrahlt. Es ist der 18. Fall von Kriminalhauptkommissar Thorsten Falke und der zwölfte seiner Kollegin Julia Grosz.

## Handlung
Der 17-jährige Noah Makoni ist seit acht Tagen verschwunden. Sein verzweifelter Vater Jon wendet sich an die Polizei, obwohl es für ihn und seine Frau Hope gefährlich werden könnte: Die Familie lebt und arbeitet seit Jahren in Hannover – ist aber nicht gemeldet und hat keine Papiere, was den polizeilichen Aktivitäten Grenzen setzt. Zur gleichen Zeit wird im Wagenkasten eines LKWs die Leiche eines schwarzen Jugendlichen gefunden, dessen Fingerabdrücke unkenntlich gemacht wurden. Falke und Grosz vermuten illegale Schleuseraktivitäten und ermitteln in Hannovers Schattenwirtschaft. Durch Makonis Anzeige werden sie auf ihn aufmerksam. Zu dessen Erleichterung ist der Tote nicht sein Sohn, aber er gibt an, den Jungen zu kennen und zu wissen, wo dieser gearbeitet hat. Falke begibt sich dorthin, doch die dort arbeitenden Ausländer kennen den Toten angeblich nicht. Auf die Frage nach Noah Makoni verweisen sie auf einen Freund, mit dem er nach England wollte. Jon kann sich jedoch, im Gegensatz zu seiner Frau, nicht vorstellen, dass Noah das Land ohne Abschied verlassen haben soll. Er räumt aber ein, dessen Freund Sam nicht gemocht zu haben, weil der keinen guten Einfluss auf Noah gehabt hätte.
Inzwischen steht aufgrund der Obduktion fest, dass der tote Jugendliche an einem Herzinfarkt gestorben ist. Auch bei einem 17-Jährigen kann so eine Reaktion durch klaustrophobischen Stress hervorgerufen werden. Zudem weist sein Körper zahlreiche Ermüdungsbrüche und auch Narben auf, sodass die Ermittler Kontakt zu einer Ärztin aufnehmen, die in einer Non-Profit-Praxis Geflüchtete ohne Papiere medizinisch versorgt. Doch auch Simone Kemper kennt den Toten nicht. So ermittelt Falke unter Mithilfe von Jon im Milieu der farbigen Migranten. Sie treffen dort auf Sam, der angibt, die Verbindung zu Noah verloren zu haben. Auch er spricht von England als Ziel, um von Deutschland wegzukommen. Er selbst hätte auch schon Geld für die Übersiedlung angezahlt. Falke kann Sam dazu bringen, ihm zu helfen, um Noah zu finden. Er gibt ihm das Geld für die restliche Anzahlung, in der Hoffnung, Kontakt zu den Schleusern zu bekommen. Noch in der Nacht erhält Sam die Information, wo er sich einzufinden hat. Er informiert die Ermittler, die dem Fahrzeug der Schleuser folgen. Das führt sie zu einer Spedition, wo sie einen alten Bekannten treffen, den vorbestraften und polizeilich bekannten Nick Geissendörfer. Das eintreffende Sonderkommando nimmt alle Beteiligten fest, einschließlich der Vermittler. Nun findet sich endlich jemand, der den Toten kannte und weiß, dass er auf illegalen Baustellen gearbeitet hat. Zu Noahs Verbleiben gibt es jedoch immer noch keinen Hinweis. Falke wird allmählich klar, dass Jon den Toten gar nicht kannte, sondern dies nur behauptet hatte, um die polizeilichen Ermittlungen zu forcieren, was er ihm aber nicht verübelt. Als ein Bekannter von Jon überfahren wird und Falke erfährt, dass der Mann ähnliche Vernarbungen hatte wie der tote Jugendliche, klinkt er sich in die Unfallermittlungen ein. So führt die Spur zu einer Abbruchbaustelle, wo fast ausschließlich Schwarzarbeiter beschäftigt werden. Nachweislich wurde der Mann mit einem orangen Transporter überfahren, der einem Rudolf Wehrmüller gehört, der die Baustelle leitet. Immer wenn sich jemand auf dem Bau schwer verletzt, bringt er die Patienten zu Simone Kemper. Eine erneute Befragung der Frau bringt nun Klarheit, denn nun räumt sie ein, dass auch der vermisste Noah einen Arbeitsunfall hatte. Sie konnte ihm leider nicht mehr helfen und so starb er in ihren Armen. Sie hätte bis zuletzt darüber geschwiegen, weil Wehrmüller es verlangt hätte.

## Hintergrund
Der Film wurde vom 9. November 2021 bis zum 8. Dezember 2021 in Hamburg und Hannover gedreht. Am 10. Juni 2022 erfolgte die Premiere auf dem Internationalen Filmfest Emden-Norderney.

## Rezeption

### Kritiken
Martina Kalweit meinte bei tittelbach.tv: Dieser „Tatort“ „ist ein nüchtern gehaltenes Drama, das auf waghalsige Alleingänge und moralische Schleifen verzichtet. Auf der Bildebene mit Parallelwelten arbeitend, erzählt der Film von der Annäherung zweier Väter, von Anteilnahme und Hilflosigkeit. Das Ermittler-Team hat nach zehn Jahren alle Manierismen abgelegt und überzeugt auf ganzer Linie. Zum Jubiläum möchte man ihnen spontan einen leichten Fall für zwischendurch wünschen, sonst aber unbedingt weiter in diese Richtung.“
In der Süddeutschen Zeitung wertete Claudia Tieschky: „Die Konstellation ist spannend, der Blick bemerkenswert und das Duo aus Milchmann Falke und dem beharrlichen Jon hat Potenzial. Aber es ist seltsam, nie zeigen die Figuren – auch die Ermittler nicht – irgendetwas, das nicht direkt im Dienst von Handlung und Botschaft steht. […] Es fehlen diese Momente zwischen Menschen, die bleiben, wenn der Film vorbei ist.“
Im Spiegel schrieb Christian Buß: „Das Milieu der Menschen ohne Papiere ist in diesem ‚Tatort‘ stimmig gezeichnet – der Krimiplot aber leider nicht immer ganz plausibel […] Denn die Figuren sind raffiniert zueinander in Position gebracht: Es ist ein starkes, verführerisches Bild, wie Falke Seite an Seite mit dem Vater aus Simbabwe durch die afrikanische Szene von Hannover streift, der eine in Lederjacke, der andere im fliegenden halblangen Mantel. Fast sehen sie aus wie zwei coole Ermittler, die für die gleiche gerechte Sache kämpfen. Doch immer wieder wird dieser Illusionismus brachial gebrochen. Der eine arbeitet für den Staat, der den anderen abschieben will. […] Sein Problem: Der Part des guten Bullen ist in einem Drama über Flucht und Abschiebung leider gar nicht vorgesehen.“
Bei swr3.de meinte Carola Knape: „Der ‚Tatort Verborgen‘ zeigt einfühlsam den Alltag der illegal in Deutschland lebenden Meschen – ohne den moralischen Zeigefinger zu heben. Stattdessen erleben wir die Hilflosigkeit auf beiden Seiten. Die der Geflüchteten, die Angst haben, abgeschoben zu werden, und zum Beispiel die von Kommissar Falke, der nichts wirklich tun kann.“

### Einschaltquoten
Die Erstausstrahlung von Verborgen am 16. April 2023 wurde in Deutschland von 8,45 Millionen Zuschauern gesehen und erreichte einen Marktanteil von 27,8 % für Das Erste. In der als Hauptzielgruppe für Fernsehwerbung deklarierten Altersgruppe von 14–49 Jahren erreichte Verborgen 1,74 Millionen Zuschauer und damit einen Marktanteil von 24,2 Prozent in dieser Altersgruppe.